# Myropsis quinquespinosa
Myropsis quinquespinosa är en kräftdjursart som beskrevs av William Stimpson 1871. Myropsis quinquespinosa ingår i släktet Myropsis och familjen Leucosiidae. Inga underarter finns listade i Catalogue of Life.